# Гур, Сергей Викторович
Сергей Викторович Гур (бел. Сяргей Гур; род. 6 июня, 1978) — профессиональный кикбоксер из Беларуси. Чемпион WMF по тайскому боксу в тяжёлом весе 2004 года. Двукратный победитель итальянских турниров K-1.

## Биография
В детстве, когда Сергею было 12 лет, его семья жила в Польше, и там он занимался Киокусинкай карате. Позднее они переехали в Алма-Ату, где не было школы этого единоборства, и до 16 лет Сергей занимался баскетболом и велоспортом. В 1994 году, когда семья уже жила в Беларуси, Сергей попал в секцию тайского бокса, в которой преподавали члены сборной клуба «Чинук», ученики Андрея Гридина. Через неделю после начала тренировок он уже встал в первый спарринг, в котором проиграл. Год спустя секция закрылась из-за дорогой аренды зала, и Сергей перешёл в клуб «Синь Тяо», где познакомился с будущей звездой К-1 Алексеем Игнашовым. В новом месте они начали тренироваться по ушу-саньда. В этом же зале преподавал Андрей Гридин и Сергей с Алексеем, заняв высокие места на чемпионате Беларуси, перешли заниматься к нему муай-тай. В 18 лет Гур пошёл в армию где попал в спорт роту что позволило ему не расставаться со спортом на время службы. К тому моменту он уже стал серебряным призером чемпионата Беларуси по муай-тай. После службы Сергей устроился в клуб «Чинук» тренером и параллельно  занимался со сборной. Первая международная победа Гура была в 1999 году на Чемпионате Евразии. В том же году он получил приз как лучший боец на Кубке России по муай-тай. Следующий триумф - 2000 год - чемпионат Европе в Одессе, где Сергей стал победителем. Тогда он выступал под флагом Шотландии. В это время в Японии начал развиваться новый вид соревновательных единоборств - сейкиндо. По его правилам спортсмены могли наносить удары и бороться, но удушающие и болевые были запрещены. Сергея Гура, который на тот момент являлся чемпионом Европы по муай-тай, пригласили в новый промоушен. За бой спортсменам платили 500 долларов, а за победу полагалось ещё 200. В месяц проходило около 5 поединков. Спортсмены жили и тренировались в Японии. В третьем по счету бою Сергей Гур проиграл знаменитому россиянину Григорию Дрозду. В тот же год они ещё раз встречались в финале чемпионата мира по муай-тай в Таиланде. В том же - двухтысячном году -Сергею предложили выступить в гран-при K-1 в Италии, где он одержал победу. Дальше была победа в ещё одном турнире K-1 над Николасом Петтасом. Оппонент сломал об него ногу. Следующим соперником в Гура в промоушеге был Эрнесто Хуст. И этот бой он проиграл нокаутом в печень. Вес Сергея был 89 кг, а голландца - 102. В тот год Гур становится  чемпионом мира по муай-тай на турнире, проходившем в Чангмае. Закончил профессиональную карьеру Сергей в 2008 году после разрыва крестообразной связки колена. Последним боем был бой с Фредди Кемайо в Венгрии. После окончания карьеры Сергею пришлось устроиться водителем и по совместительству охранником на завод. После неприятного инцидента с участием его руководства ему  пришлось уволиться и заняться тренерской деятельностью. Гур начал работать в клубе «Патриот». Сейчас у него двое детей - сын и дочь.

## Выступления в K-1
Сергей Гур дебютировал в K-1 в 2001 вслед за своим партнёром по тренировкам Алексеем Игнашовым. Первый турнир выиграл 21 апреля в Милане, последовательно победив техническим нокаутом Danilo Capuzi, Franz Haller и Rani Berbachi. В следующем бое он встречался с трёхкратным чемпионом K-1 Эрнесто Хостом в Мельбурне. Хост одержал победу в первом раунде, трижды послав Сергея в нокдаун.
Следующим победным турниром Сергея в K-1 стал K-1 France GP 2004, проведённый в Марселе. Победа позволила ему участвовать в K-1 World GP The Battle of Bellagio III в Лас Вегасе. Гур проиграл единогласным решением судей тяжёлый четвертьфинальный поединок сильному кикбоксеру из США Mighty Mo.

## Профессиональные турниры
- Чемпион K-1 Fighting Network Latvia 2007 года
- Участник K-1 Italy Oktagon 2007 года
- Чемпион K-1 Italy Oktagon 2006 года
- Чемпион мира WMF 2004 года
- Победитель K-1 Marseilles World Qualification 2004 года
- WKN European Pro-Champion 2003 года
- Участник Cup of Arbat Tournament (-93 kg) 2003 года
- Чемпион K-1 Italy Grand Prix Preliminary 2001 года
- Победитель K-1 Belarus Grand Prix 2000 года

## Выступления по кикбоксингу
Таблица профессиональных боёв (не полная) в хронологическом порядке приведена ниже.
| 59 Побед (36 нокаутом, 23 решением), 20 Поражений |            |                        |                                                                    |                                                             |       |       |
| Результат                                         | Дата       | Противник              | Турнир                                                             | Способ                                                      | Раунд | Время |
| Поражение                                         | 09/02/2008 | Freddy Kemayo          | K-1 World GP 2008 in Budapest, Венгрия                             | Технический нокаут (Лоу кики)                               | 2     | 2:53  |
| Поражение                                         | 30/11/2007 | Сергей Палбин          | Кубок Татнефти Тяжёлый вес 1/8 финала, Казань, Россия              | Решение судей                                               | 5     | 3:00  |
| Поражение                                         | 03/11/2007 | Catalin Morosanu       | Local Kombat 27, Severin, Румыния                                  | Решение судей                                               | 3     | 3:00  |
| Победа                                            | 13/10/2007 | Mindaugas Sakalauskas  | K-1 Fighting Network Latvia 2007, Рига, Латвия                     | Нокаут                                                      | н/д   | н/д   |
| Победа                                            | 13/10/2007 | Giedrius Pranckevicius | K-1 Fighting Network Latvia 2007, Рига, Латвия                     | Технический нокаут                                          | н/д   | н/д   |
| Победа                                            | 13/10/2007 | Dawid Trolka           | K-1 Fighting Network Latvia 2007, Рига, Латвия                     | Технический нокаут                                          | н/д   | н/д   |
| Победа                                            | 08/09/2007 | Dzevad Poturak         | Night of Fighters 4, Братислава, Словакия                          | Решение судей                                               | 3     | 3:00  |
| Победа                                            | 09/06/2007 | Marcin Rozalski        | K-1 Rules Heavyweight Tournament 2007 in Poland, Новы-Тарг, Польша | Решение судей после дополнительного раунда                  | 4     | 3:00  |
| Победа                                            | 09/06/2007 | Tibor Nagy             | K-1 Rules Heavyweight Tournament 2007 in Poland, Новы-Тарг, Польша | Решение судей                                               | 3     | 3:00  |
| Поражение                                         | 02/05/2007 | Руслан Авасов          | WBKF Eurasian Muay Thai title (+93 kg), Москва, Россия             | Решение судей                                               | 3     | 3:00  |
| Поражение                                         | 14/04/2007 | Tomas Hron             | K-1 Italy Oktagon 2007, Милан, Италия                              | Решение судей                                               | 3     | 3:00  |
| Победа                                            | 14/04/2007 | Luca Sabatini          | K-1 Italy Oktagon 2007, Милан, Италия                              | Решение судей                                               | 3     | 3:00  |
| Победа                                            | 14/04/2007 | Marcin Rozalski        | K-1 Italy Oktagon 2007, Милан, Италия                              | Решение судей                                               | 3     | 3:00  |
| Поражение                                         | 26/01/2007 | Patrice Quarteron      | K-1 Rules Kick Tournament 2007 in Marseilles, Марсель, Франция     | Технический нокаут                                          | 3     | н/д   |
| Поражение                                         | 06/12/2006 | Руслан Авасов          | WBKF Eurasian Muay Thai title (+93 kg), Москва, Россия             | Решение судей                                               | 3     | 3:00  |
| Поражение                                         | 04/11/2006 | Tatsufumi Tomihira     | K-1 Fighting Network Riga 2006, Рига, Латвия                       | Раздельное решение судей                                    | 3     | 3:00  |
| Победа                                            | 19/07/2006 | Алексей Кудин          | WBKF Eurasian Muay Thai title (+93 kg), Москва, Россия             | Decision (Split)                                            | 5     | 3:00  |
| Поражение                                         | 02/06/2006 | Ionut Iftimoaie        | Local Kombat 21, Румыния                                           | Решение судей                                               | 3     | 3:00  |
| Победа                                            | 08/04/2006 | Dzevad Poturak         | K-1 Italy Oktagon 2006, Милан, Италия                              | Решение судей                                               | 3     | 3:00  |
| Победа                                            | 08/04/2006 | Koos Wessels           | K-1 Italy Oktagon 2006, Милан, Италия                              | Решение судей после дополнительного раунда                  | 4     | 3:00  |
| Победа                                            | 17/02/2006 | Freddy Kemayo          | K-1 European League 2006 in Bratislava, Братислава, Словакия       | Нокаут («летающее колено»)                                  | 1     | 2:15  |
| Поражение                                         | 20/01/2006 | Rani Berbachi          | K-1 Fighting Network 2006 in Marseilles, Марсель, Франция          | Дисквалификация                                             |       |       |
| Поражение                                         | 18/12/2005 | Ladislav Zak           | Heaven or Hell 5, Прага, Чехия                                     | Решение судей                                               | 3     | 3:00  |
| Поражение                                         | 12/10/2005 | Эдуард Вознович        | WBKF European Muay Thai title (+93 kg), Москва, Россия             | Решение судей                                               | 5     | 3:00  |
| Победа                                            | 07/09/2005 | Денис Подолашин        | WBKF Eurasian Muay Thai title (93 kg), Москва, Россия              | Технический нокаут в дополнительном раунде                  | 6     | н/д   |
| Поражение                                         | 16/04/2005 | Gregory Tony           | K-1 Italy 2005 Oktagon, Милан, Италия                              | Решение судей                                               | 3     | 3:00  |
| Поражение                                         | 19/02/2005 | Jorgen Kruth           | WMC World Title, Стокгольм, Швеция                                 | Решение судей                                               | 5     | 3:00  |
| Победа                                            | 29/01/2005 | Christian Nka          | K-1 France Grand Prix 2005 in Marseilles, Марсель, Франция         | Решение судей                                               | 3     | 3:00  |
| Победа                                            | 29/01/2005 | Jean-Baptiste Fuentes  | K-1 France Grand Prix 2005 in Marseilles, Марсель, Франция         | Нокаут                                                      | 2     | н/д   |
| Ничья                                             | 18/12/2004 | Петар Майстрович       | K-1 MAX Spain 2004, Гвадалахара, Испания                           |                                                             | 3     | 3:00  |
| Победа                                            | 30/10/2004 | Roman Kupčák           | Noc Bojovnikov, Братислава, Словакия                               | Решение судей                                               | 3     | 3:00  |
| Поражение                                         | 07/08/2004 | Майти Мо               | K-1 World Grand Prix 2004 in Las Vegas II, Лас Вегас, США          | Решение судей                                               | 5     | 3:00  |
| Ничья                                             | 24/03/2004 | Petar Majstorovic      | K-1 Italy 2004, Милан, Италия                                      | Решение судей                                               | 3     | 3:00  |
| Победа                                            | 24/03/2004 | Jerrel Venetiaan       | K-1 World Grand Prix 2004 in Saitama, Сайтама, Япония              | Решение судей (большинство)                                 | 3     | 3:00  |
| Победа                                            | 24/01/2004 | Humberto Evora         | K-1 Marseilles 2004 World Qualification, Франция                   | Нокаут                                                      | 2     | 1:35  |
| Победа                                            | 24/01/2004 | Christophe Carron      | K-1 Marseilles 2004 World Qualification, Франция                   | Технический нокаут                                          | 2     | 1:55  |
| Победа                                            | 24/01/2004 | Matthias Riccio        | K-1 Marseilles 2004 World Qualification, Франция                   | Технический нокаут                                          | 2     | 1:02  |
| Победа                                            | 24/12/2003 | Зураб Бесиашвили       | WKN European Muay Thai title (96 kg), Москва, Россия               | Решение судей                                               | 5     | 3:00  |
| Поражение                                         | 31/10/2003 | Mike Bernardo          | K-1 Final Fight Stars War in Zagreb, Загреб, Хорватия              | Технический нокаут                                          | 2     | н/д   |
| Победа                                            | 31/05/2003 | Noboru Uchida          | Токио, Япония                                                      | Решение судей                                               | 3     | 3:00  |
| Поражение                                         | 16/04/2003 | Виталий Ахраменко      | Cup of Arbat Tournament Final (-93 kg), Москва, Россия             | Единогласное решение судей                                  | 5     | 3:00  |
| Победа                                            | 16/04/2003 | Сергей Шеметов         | Cup of Arbat Tournament 1/2 finals (-93 kg), Москва, Россия        | Технический нокаут (остановка боя врачом ввиду травмы ноги) | 1     |       |
| Победа                                            | 16/04/2003 | Timur Porsukov         | Cup of Arbat Tournament 1/4 finals (-93 kg), Москва, Россия        | Единогласное решение судей                                  | 4     | 3:00  |
| Поражение                                         | 12/02/2003 | Евгений Орлов          | BARS — Cup of Arbat Semifinals (+94 kg), Москва, Россия            | Решение судей                                               | 3     | 3:00  |
| Победа                                            | 05/02/2003 | Вячеслав Дацик         | BARS — Cup of Arbat Quarterfinals (+94 kg), Москва, Россия         | Нокаут                                                      | 2     | н/д   |
| Победа                                            | 26/01/2003 | Заур Ахметов           | BARS — Cup of Arbat Finals, Москва, Россия                         | Решение судей                                               | 3     | 3:00  |
| Победа                                            | 07/08/2002 | Сабир Ибрагимов        | BARS — Cup, Москва, Россия                                         | Нокаут                                                      | 3     | н/д   |
| Победа                                            | 06/02/2002 | Nicholas Pettas        | K-1 Survival 2002, Япония                                          | Технический нокаут (остановка боя врачом)                   | 2     | 1:00  |
| Поражение                                         | 16/06/2001 | Ernesto Hoost          | K-1 World Grand Prix 2001 in Melbourne, Мельбурн, Австралия        | Технический нокаут                                          | 1     | 2:03  |
| Победа                                            | 21/04/2001 | Rani Berbachi          | K-1 Italy Grand Prix 2001 Preliminary, Италия                      | Технический нокаут (травма рёбер)                           | 3     | н/д   |
| Победа                                            | 21/04/2001 | Franz Haller           | K-1 Italy Grand Prix 2001 Preliminary, Италия                      | Нокаут                                                      | 2     | н/д   |
| Победа                                            | 21/04/2001 | Danilo Capuzi          | K-1 Italy Grand Prix 2001 Preliminary, Италия                      | Нокаут                                                      | 2     | н/д   |
| Победа                                            | 14/03/2001 | Topi Helin             | Muay Thai World Championships, Бангкок, Таиланд                    | Решение судей                                               | 5     | 3:00  |
| Победа                                            | 24/06/2000 | Вахид Вуенеки          | K-1 Belarus Grand Prix 2000, IMTF European Title, Минск, Беларусь  | Технический нокаут                                          | 2     | н/д   |
| Ничья                                             | 12/03/2000 | Vygandas Grazhys       | RF 2000 — Lithuania vs Belarus, Литва                              | Решение судей                                               | 3     | 3:00  |